# Pastoralis vigilantiae
Pastoralis vigilantiae, en español "Del celo pastoral", es la trigésimo novena encíclica de León XIII, datada el 26 de junio de 1891, dirigida a los arzobispos y obispos de Portugal. Su publicación en el Acta Sancta Sedis, incuye el siguiente encabezamiento que indica el objeto de la encíclica:

EPISTOLA Sanctissimi D. N. Leonis XIII ad Archiepiscopos et Episcopos Regni Lusitani, qui excitantur ad habendos quotannis peculiares Episcoporum conventus, praeter congressiones, quibus etiam laici fideles intersunt, per quos mirabili modo consulitur bono fidei, quae apud plures in discrimine vocatur.
EPISTOLA del Santo Padre León XIII a los arzobispos y obispos de Portugal, a quienes se anima a mantener anualmente reuniones especiales de los obispos, junto con congresos, a los que asistan también los fieles laicos, pues a través de ellos se consulta maravillosamente el bien de la fe, que muchos llaman discernimiento

## Contexto histórico
Ante los ataques a la Iglesia por parte del liberalismo radical y de la masonería, León XIII había comprobado la necesidad de garantizar la unidad de los católicos en su defensa de la fe. Especialmente compleja había resultado la situación en Bélgica, donde la Constitución consagraba principios incompatibles con la fe; las distinta actitud política adoptada por unos y otros católicos llegaron a ocasionar acusaciones mútuas de error; León XIII, con la encíclica Licet multa, de 3 de agosto de 1881, hizo hecho frente a esa situación, declarando la postura de la Iglesia, y  la necesidad de respetar en las controversias los límites que impone la justifica y la caridad. Similar fue la situación que supuso en España la controversia entre el sector integrista del carlismo, representado principalmente por el diario El Siglo Futuro de Cándido Nocedal, y la Unión Católica liderada por Alejandro Pidal. También aquí el papa, con la encíclica Cum multa, del 8 de diciembre de 1882, señaló la necesidad de slvaguardar la concordia entre los católicos.
En este contexto, León XII, alaba la iniciativa, tomada por el episcopado de algunos países, de la celebración de reuniones entre los obispos, con la participación también de otros fieles, como un modo de facilitar esa unión entre los católicos. En este sentido, dirigió al episcopado austriaco la encíclica In ipso, del 3 de marzo de 1891, en la que, además de felicitarles por el congreso que habían celebrado recientemente, les anima a mantener reuniones anuales que den continuidad a esa iniciativa. Este es también el objeto de la encíclica Pastoralis vigilantiae, que escribe tras el Congreso que se había celebrado en Braga.
En esta encíclica recuerda también las orientaciones que, con la encíclica Pergrata Nobis del 14 de septiembre de 1986, había dado al episcopado portugués. Insiste además, en una cuestión de especial interés para Portugal en ese momento, donde la expansión colonial había pasado a ser uno de los objetivos del gobierno. En la encíclica el papa muestra el deseo de que el episcopado promueva la vuelta y fundación de congregaciones religiosas, haciendo notar cómo estos religiosos pueden apoyar la misiones en las colonias. 

## Contenido de la encíclica
En el íncipt el papa señala ya el moitvo y objeto de la encíclica: 

Pastoralis vigilantiae, qua ad tuendam fovendamque religionem vires intenditis, novum ac praeclarum Nobis argumentum praebuit conventus illustris Bracarae Augustae nuper actus, quem feliciter absolutum renunciavit Nobis gratissima epistola ab iis ex Vobis data, qui in eo consessu adfuere.
El noble Congreso celebrado últimamente en Braga, cuya noticia nos transmitió una muy grata carta de parte de los presentes, ha dado otra prueba de la vigilancia pastoral con que dedicáis vuestros esfuerzos a la conservación y consolidación de religión.

Tras alabar el modo en que se ha preparado y celebrado esa reunión, con la participación de los obispos, o sus representantes, y de fieles laicos y sacerdotes elegidos por sus cualidades, el papa muestra también su esperanza por los frutos de la resoluciones que se han adoptado en este Congreso, aunque señala que aún queda una labor por hacer. Para ello en esta encíclica desea añadir algunas ideas a la que les había enviado recientemente sobre la situación de la iglesia en Portugal y sus necesidades.
Ante todo el papa señala la necesidad de poner todos los medios para que la verdad de la fe no se oscurezca, ante el peligro de ignorancia o indiferencia que se ha puesto de manifiesto en ese Congreso; para la eficación de esta tarea es precisa la unidad y cooperación entre los obispos.

La conveniencia de un vínculo de unión más estricto entre los obispos no escapó a la prudencia de los reunidos en Braga. Por lo cual aquellas resoluciones de ese gran Congreso fueron las más gratificantes para Nosotros que recomendaban la fundación de tal vínculo, Ahora bien, para lograr esta unión permanente y perfecta nada es más eficaz que la costumbre ya practicada en otros países, de que además de los Congresos a los que asisten los laicos (como el Congreso de Braga) se hagan todos los años reuniones especiales de los Obispos,

Esas reuniones permitirán atender los problemas específicos que existan en cada una de las diócesis, con la experiencia de otros lugares; pero, además, se podrán concretar los medios más adecuados para llevar a cabo la labor que desarrollan los sacerdotes, especialmente en la formación de la juventud, para la transmisión al pueblo  de los rudimentos de la fe, corregir sus costumbres y divulgar escritos que difundan buena doctrina y dar vida a instituciones de caridad. El papa anima, extendiéndose en este consejo, a la fundación y acogida de congregaciones religiosas en el Reino de Portugal, lo que además de suponer fuerzas auxiliares para el clero portugués, proporcionará misioneros para las regiones de ultramar sujetas al dominio portugués;

Estamos plenamente convencidos de que el Gobierno de Portugal, acogiendo sus propuestas y dando gran valor a aquellos activos que superan a los demás, decidirá también eliminar los obstáculos que obstaculizan la libertad de las sociedades religiosas y, con su autoridad, favorecerá sus resoluciones. que tienen por objeto restaurar todo su vigor y hacer que la religión católica florezca abundantemente, con la gloria de los antepasados, en Portugal y en todos los países sometidos a su dominio.

En este sentido en la encíclica se insiste cómo esta labor de la Iglesia nada opone a la autoridad política, sino más la defiende y fortalece, al preparar hombres honestos, entregados a su patria, que suponen un apoyo al orden público de los Estados; como correspondencia debe permitirse a la Iglesia la libertad de acción en su labor. Aunque esta concordia corresponde a todos los pueblos, resulta especialmente adecuada al pueblo portugués, en el que la religión católica ha desempeñado un papel decisivo en su formación.
Respecto estas cuestiones el papa remite a la encíclica que envío recientemente a los obispos portugueses, pero quiere recordar expresamente que 

la fuerza y el valor de la religión no pueden fallar en modo alguno, porque los principios doctrinales que transmite, como Dios quiere, no están condicionados por las leyes del tiempo y del espacio, sino tienen por objeto la salvación y el consuelo de todos los pueblos. Por eso, para promover el bienestar y la prosperidad de vuestro noble pueblo, la religión todavía puede proporcionar aquellos extraordinarios beneficios y valiosas ayudas que en el pasado proporcionó.

Con la confianza en el celo apostólico de los obispos a los que se dirige, el papa eleva sus súplicas a Dios para que los colme de dones y apoye sus iniciativas, transmitiéndoles a ellos, al clero y a todos los fieles su bendición apostólica.